# Inkarwilla

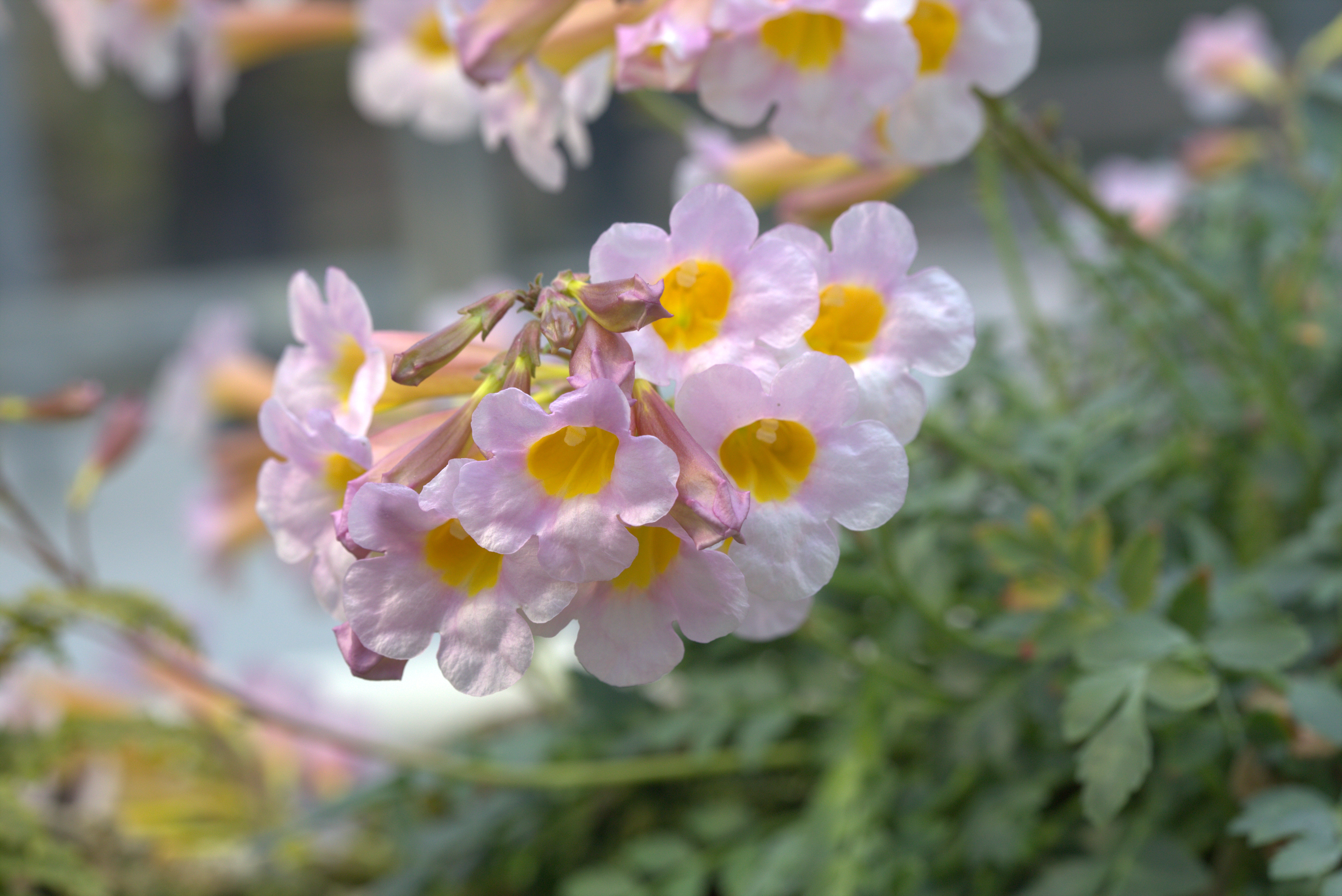
Incarvillea emodi

Inkarwilla (Incarvillea) – rodzaj roślin należących do rodziny bignoniowatych. Obejmuje 16–17 gatunków. Występują one we wschodniej i środkowej Azji, w tym także w Himalajach, na zachodzie sięgając po Afganistan, Kazachstan, na północy po Mongolię. Najbardziej zróżnicowane są w prowincji Junnan. W przeszłości były szerzej rozprzestrzenione – znane są z oligocenu z Europy. Rosną na suchych murawach, w miejscach suchych, na urwiskach, często na skałach wapiennych. Ze względu na okazałe kwiaty i mrozoodporność (rodzaj należy pod tym względem do wyjątków w rodzinie związanej z tropikami) niektóre gatunki uprawiane są jako ozdobne, zwłaszcza inkarwilla Delavaya i inkarwilla Maire'a.
Nazwa rodzajowa upamiętnia francuskiego jezuitę i botanika – Pierre Nicholas le Cheron d'Incarville (1706–1757), który ostatnich 17 lat swego życia spędził w Pekinie.

## Morfologia
PokrójRośliny zielne (byliny, rzadziej jednoroczne), z pędem skróconym lub wzniesionym albo płożącym, osiągającym do 1 m długości.
LiścieSkrętoległe lub skupione w rozecie przyziemnej. Blaszka liściowa pojedyncza lub pierzasto podzielona, ze szczytowym listkiem zwykle większym od pozostałych.
KwiatyZebrane w szczytowe kwiatostany groniaste. Kielich z 5 zrośniętych działek. Korona kwiatu z 5 zrośniętych płatków, u nasady tworzących rurkę na końcu rozszerzających się i z wolnymi, rozpostartymi i zaokrąglonymi łatkami. Płatki różowe, czerwone, jasno żółte lub białe. Pręciki cztery, dwusilne. Zalążnia górna, dwukomorowa, z licznymi zalążkami. Szyjka słupka pojedyncza, zakończona spłaszczonym znamieniem.
OwoceWydłużone i zaostrzone torebki zawierające liczne i spłaszczone nasiona.

## Systematyka
Rodzaj zaliczany jest do plemienia Tecomeae Endl. z rodziny bignoniowatych (Bignoniaceae).
Wykaz gatunków
- Incarvillea altissima Forrest
- Incarvillea beresowskii Batalin
- Incarvillea compacta Maxim. – inkarwilla zwarta
- Incarvillea delavayi Bureau & Franch. – inkarwilla Delavaya
- Incarvillea diffusa Royle – inkarwilla rozpierzchła
- Incarvillea dissectifoliol a Q.S.Zhao
- Incarvillea emodi (Royle ex Lindl.) Chatterjee
- Incarvillea forrestii Fletcher – inkarwilla Forresta
- Incarvillea himalayensis Grey-Wilson
- Incarvillea lutea Bureau & Franch.
- Incarvillea mairei (H.Lév.) Grierson – inkarwilla Maire'a
- Incarvillea olgae Regel – inkarwilla Olgi
- Incarvillea potaninii Batalin
- Incarvillea semiretschensk ia (B.Fedtsch.) Grierson
- Incarvillea sinensis Lam. – inkarwilla chińska
- Incarvillea younghusbandii  Sprague
- Incarvillea zhongdianensis  Grey-Wilson